# Nikolaus Karl Molitor
Nikolaus Karl Molitor (auch Nicolaus Karl Molitor oder Nikolaus Molitor; * 4. November 1754 im Forsthaus Weißenbach bei Tauberbischofsheim; † 27. September 1826 in Mainz) war ein deutscher Mediziner und Hochschullehrer.

## Leben
Molitor war Sohn eines Försters. Er absolvierte das Gymnasium von Bischofsheim an der Tauber. Anschließend studierte er an der Universität Mainz Philosophie mit dem Ziel, den Lehrerberuf zu ergreifen. 1774 kam er nach Wien. Dort erhielt er eine Hauslehrerstelle bei Nikolaus Joseph von Jacquin. Er studierte zugleich Botanik, Chemie und Physik an der Universität Wien sowie Medizin an den medizinischen Lehranstalten Wiens. 1783 erstellte er auf Kosten der Mainzer Universität in ungarischen Bergwerken Studien.
Molitor erhielt 1784 einen Ruf als ordentlicher Professor der Chemie, Pharmazie und Heilmittellehre an die Universität Mainz, wobei seine Aufnahme in die Mainzer medizinische Fakultät erst 1786 erfolgte. Gegen den Willen des Mainzer Kurfürsten Friedrich Karl Joseph von Erthal wurde er 1786 nicht von der Medizinischen Fakultät der Mainzer Universität zum Dr. med. promoviert. Diese erfolgte am 30. Juli 1790 an der Universität Duisburg. 1793/1794 sowie 1797/1798 war er Dekan der medizinischen Fakultät in Mainz. Nach der Aufhebung der Universität 1798 erhielt er eine Professur derselben Denomination an der École spéciale de  in Mainz, die er von 1811 bis 1815, 1816/1817, 1818/1819 sowie 1821/1822 als Dekan leitete.
Molitor wurde nach Schließung der Hochschule 1822 Mitglied der Jury médical im Département du Mont-Tonnerre (Departement Donnersberg). Anschließend war er bis zu seinem Tod Mitglied im Hessischen Medizinalkollegium in Mainz. Außerdem war er mit dem Titel eines Hofgerichtsrats ausgezeichnet.

## Werke (Auswahl)
- Theoretisch praktische Abhandlung, bei Gelegenheit der tödtlich gewordenen zusammengesetzten Hämorrhoidalkrankheit des Herrn Hofgerichtsraths und Gewaltsbothen Hertling, Mainz 1790.
- Kurze Darstellung des neuerbauten chymischen Laboratoriums sowie des Versuches eines für das Clinicum bestimmten, in einzele Zimmer eingerichteten Hospitals, Fischer, Mainz 1790.
- Weikard der Empyriker, Fischer, Mainz 1791.